# سن-آگ، کبک
سن-آگ (به فرانسوی: Saint-Hugues) شهری در منطقه شهری له ماسکوتن ناحیه مونترژی در استان کبک کانادا است. در سرشماری سال ۲۰۱۱ این شهر ۱٬۴۲۰ نفر جمعیت داشته‌است و مساحت آن ۸۹٫۳ کیلومتر مربع است.